# Logor Topovske šupe
Logor Topovske šupe je prvi sabirni logor za Jevreje i Rome u Beogradu koji je postojao tokom Drugog svetskog rata i nalazio se na Autokomandi a u kojem je, u periodu od 22. avgusta 1941, kada je počelo masovno hapšenje Jevreja u Beogradu i okolini, pa do 12. decembra 1941, kada je ovaj logor prestao sa radom, bilo smešteno oko 4.000 ljudi, najviše Jevreja iz Banata a zatim i Roma.

## Predistorija
Topovske šupe su deo nekadašnje kasarne Vojske Kraljevine Jugoslavije u kojem su se nalazili objekti za smeštaj artiljerijskog oruđa, po kojem su i dobile svoj naziv. Kasarna koja se između dva svetska rata zvala „Kasarna kraljevića Andreja“ se nalazila u beogradskom naselju Voždovac u Tabanovačkoj ulici broj 1, i u njoj su pored poligona za artiljerijsko vežbalište podignuti objekti u kojima su smešteni potkivačka škola, sklonište za artiljerijska oruđa i objekti za smeštaj vojske i konja.
Dva objekta u kojima su bile konjušnice su neposredno posle okupacije služila za smeštaj izbeglih Srba kojih je bilo oko 1.200 sve do kraja jula 1941. godine. Delfa Ivanić je pisala o ovom logoru. U vreme okupacije su ona i još dve predstavnice Kola srpskih sestara išle kod Feldkomandanta i Krajskomandanta da mole dopuštenje da zbrinjavaju naše zarobljenike i bolesnike. Svakih osam dana je sa još nekim ženama, išla u ovaj logor naših emigranata, koji se nalazio više Autokomande, i odnosile su im pomoć (hranu i rublje) Kola srpskih sestara. Stanje im je bilo vrlo teško.

## Nastanak i funkcionisanje logora
Logor Topovske šupe je počeo sa radom samo mesec dana posle prvog beogradskog logora, Banjičkog logora. Po svom karakteru je bio prolazni logor jer u njemu nije bio organizovan ni prinudni rad ni likvidacija, već samo okupljanje i smeštaj radi organizovanog masovnog ubistva koje je vršeno na drugim mestima i lokacijama u okolini Beograda (Trostruki surduk između Bežanije i Surčina, u selu Jabuka u okolini Pančeva...). Zatvorenici su takođe transportovani i u Banjički logor, a žene, deca i starci u logor na Starom sajmištu kada je on osnovan 28. oktobra 1941. godine.
Prva hapšenja Jevreja u Srbiji su počela 14. i 15. avgusta 1941. godine kada su uhapšeni svi Jevreji iz Banata (oko 3.300 ljudi svih uzrasta) i smešteni u tri privremena logora u Velikom Bečkereku, Pančevu i Novom Bečeju. Odatle su do 20. septembra 1941. transportovani šlepovima Dunavom do Beograda gde je uz pomoć predstavništva Jevrejske zajednice organizovan njihov smeštaj u kuće drugih Jevreja u Beogradu i u Aškenaski hram.
Logorom je upravljala nemačka Policija bezbednosti, u najvećoj meri Gestapo, preko uprave logora koju su činili odabrani zatočeni Jevreji a masovna ubistva je vršila vojska nacističke Nemačke, Vermaht. Masovna ubistva ljudi smeštanih u ovaj logor su bila opravdavana „merama pokajanja“ kojima je bilo predviđeno da se za svakog ubijenog nemačkog vojnika na teritoriji okupirane Srbije ubije sto građana Srbije, a za svakog ranjenog 50.

## Prestanak rada logora
Kada je logor na Starom sajmištu osnovan 28. oktobra 1941. godine žene i deca Jevreji iz logora Topovske šupe su transportovani u njega, a muškarci su odvođeni na različite lokacije i ubijani do decembra 1941, kada je logor prestao sa radom. U periodu od marta do maja 1942. godine su svi jevrejski zatvorenici u logoru Sajmište (oko 6.280 žena i dece) ubijeni u dušegupki nakon čega je okupirana Srbija proglašena Judenrein ili „očišćenom od Jevreja“. Okupirana Srbija je (posle Estonije) druga država u Evropi za koju je u Berlin 1942. godine poslat izveštaj da je „jevrejsko pitanje“ rešeno.

## Obeležavanje
Prvo obeležavanje logora je izvršeno 1951, na desetogodišnjicu ustanka u Srbiji kada je postavljena spomen-ploča „palim drugovima za slobodu otadžbine“, bez konstatacije da je na tom mestu bio logor.
Između 1994. i 2007. godine, jedna spomen-ploča je greškom stajala na ulasku u tramvajske šupe u Bulevaru kralja Aleksandra.
Spomen-ploča Jevrejima i Romima koji su bili smešteni u ovom logoru je postavljena 2005. godine na obodni zid jednog od objekata logora, a prema rešenju čiji je autor Aleksandar Nećak. Na njoj je napisano na tri jezika (srpskom, hebrejskom i engleskom):
Na ovom mestu od avgusta do decembra 1941. nalazio se nacistički koncentracioni logor za Jevreje i Rome iz Beograda i Banata. Svi su proglašeni za taoce i dnevno po nekoliko stotina je odvođeno na streljanje.
Nažalost ova ploča je ukradena, a iako je pronađena i vraćena Jevrejskoj opštini nije ponovo postavljena, već je zamenjena novom, koja je postavljena početkom maja 2019. godine.
Povodom Međunarodnog dana sećanja na žrtve holokausta, 21. januara 2006. godine je otvoren Spomen-park „Topovske šupe“.

## Spoljašnje veze
- Nenad Žarković, Prolazni logor Topovske šupe
- REPRESIJA KAO SISTEM – LOGORI U OKUPIRANOJ SRBIJI 1941-1945, Milan Koljanin, Institut za savremenu istoriju, Beograd Архивирано на веб-сајту  (26. мај 2010)
- Holokaust u Srbiji
- Video snimak performansa „Topovske šupe“ Saše Stojanovića i Žena u crnom
- Sećanje na Topovske šupe nestalo, logor zaboravljen („Politika”, 18. novembar 2017)